# Daniël (voornaam)
Daniël of Daniel is een mannelijke voornaam, van het Hebreeuws Daniel. De naam Daniel betekent "God is mijn rechter". De bekendste drager van deze naam is de profeet Daniël, die centraal staat in het gelijknamige Bijbelboek Daniël.
De naam kent vele varianten, die in Europa, het Midden-Oosten en Centraal-Azië en zelfs Zuidoost Azië gebruikt worden. In het Nederland gebruikte varianten zijn Daan, Danny (Engels) en Danyal (Turks).
Daniël bestaat ook in een vrouwelijke vorm, namelijk Daniëlla (Daniella, Daniela), of Daniëlle (Danielle).

## Enkele naamdragers
Mannelijke
Daniel/Daniël

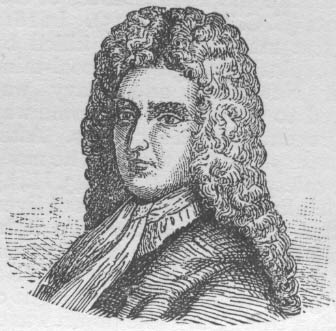
Schrijver Daniel Defoe

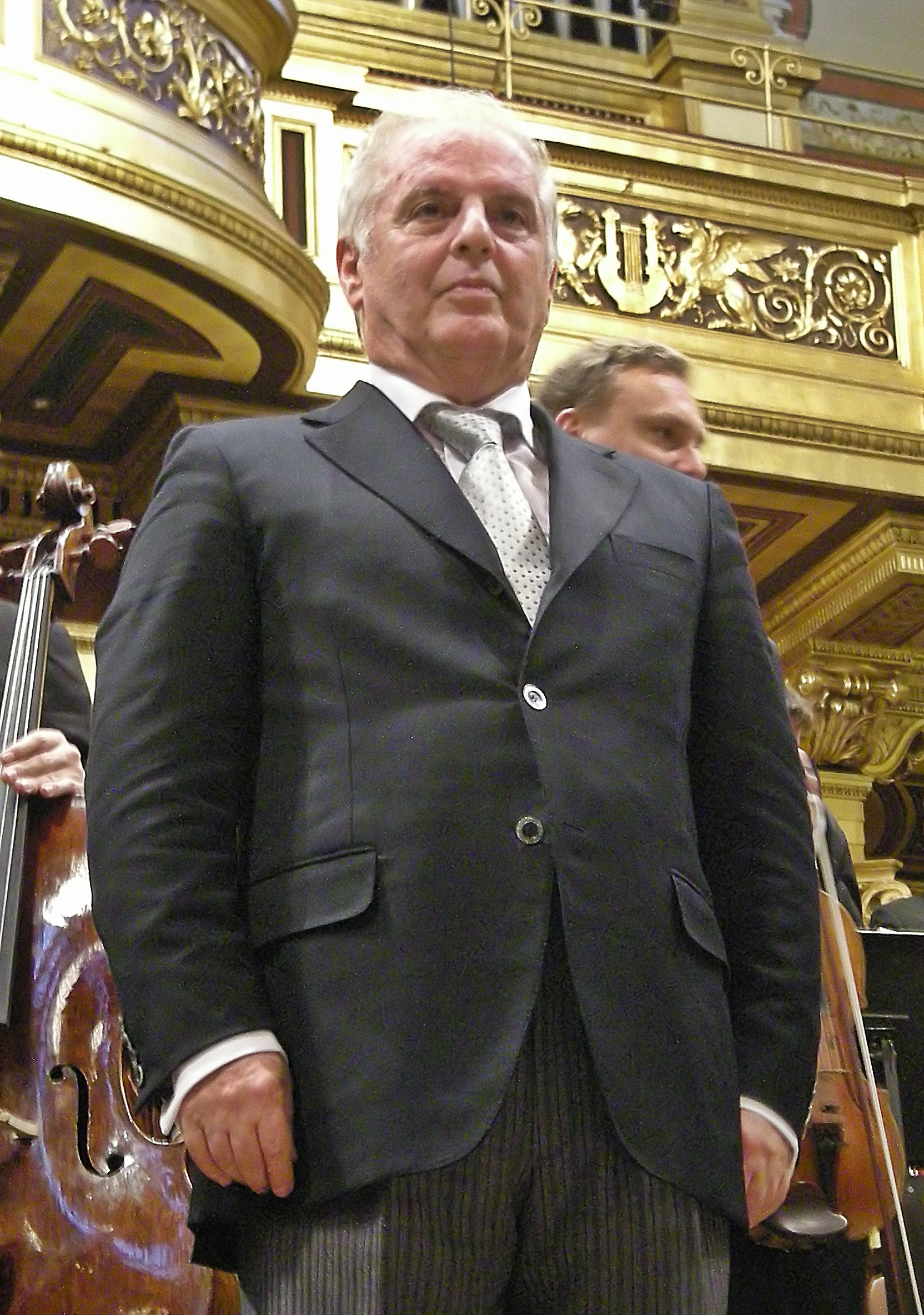
Dirigent Daniel Barenboim

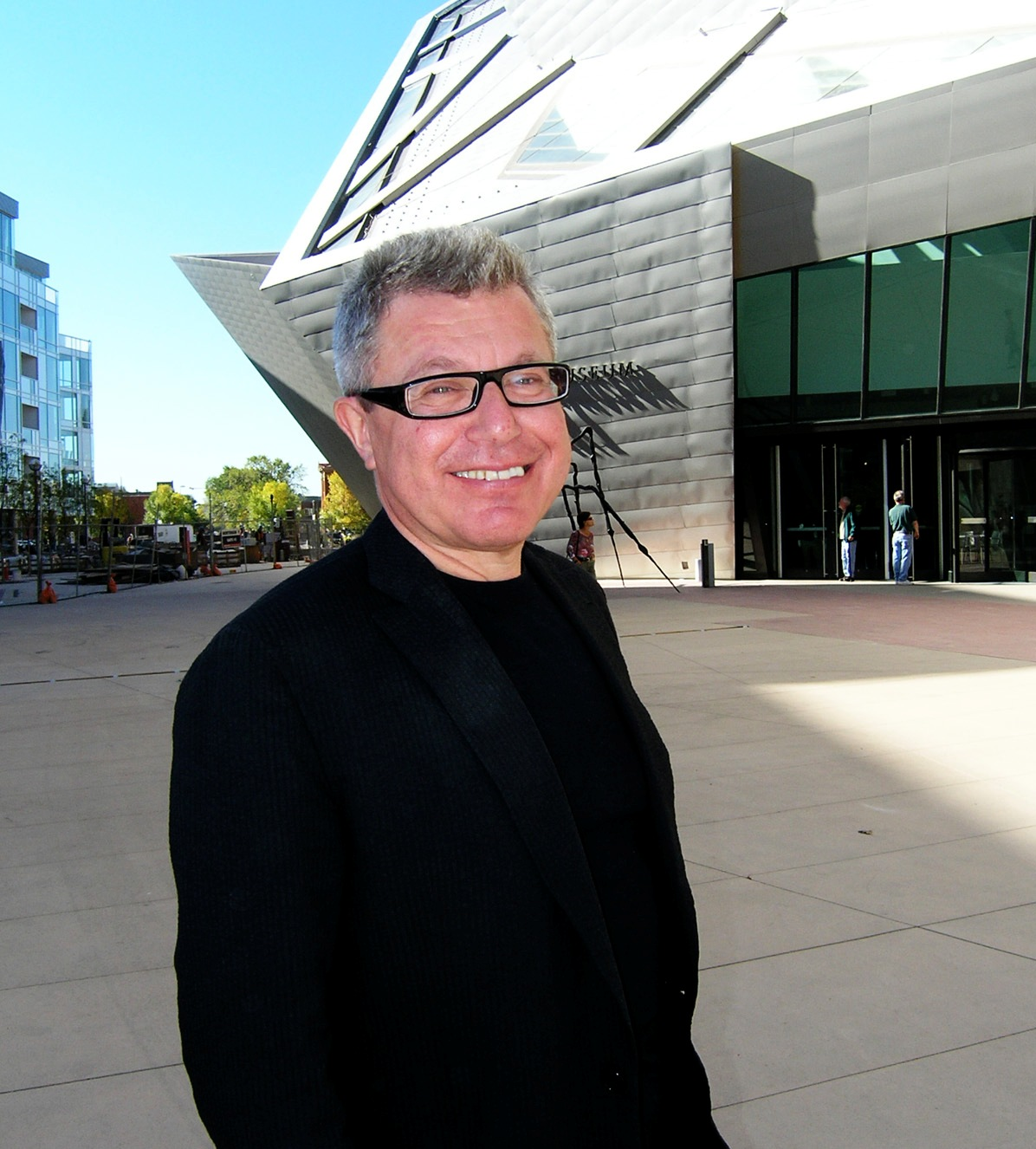
Architect Daniel Libeskind

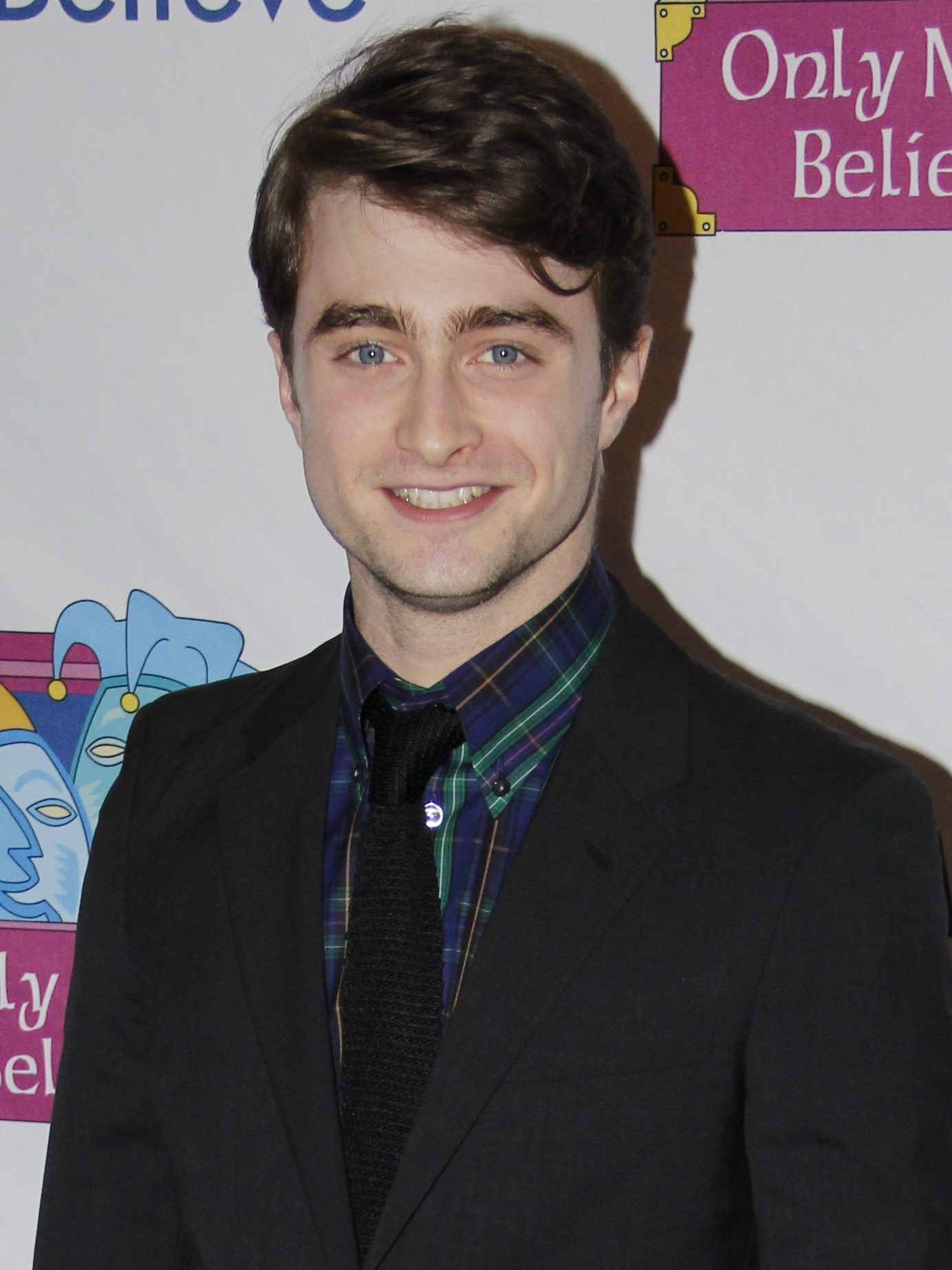
Acteur Daniel Radcliffe

- Daniel Ahumada, Chileens voetballer
- Daniel arap Moi, president van Kenia van 1978 tot 2002
- Daniel Barenboim, Argentijns-Israëlisch dirigent en pianist
- Daniel Bernoulli, Zwitsers wis- en natuurkundige
- Daniel Chávez, Boliviaans voetballer
- Daniël Coens, Vlaams politicus
- Daniel Cohn-Bendit, Frans-Duits studentenleider en politicus
- Daniel Defoe, Brits schrijver
- Daniel Dennett, Amerikaans filosoof
- Daniel Dumile, Brits-Amerikaans rapper
- Daniel Fonseca, Uruguayaans voetballer
- Daniel Goldhagen, Amerikaans historicus en politicoloog
- Daniel Goleman, Amerikaans psycholoog
- Daniel Huss, Luxemburgs voetballer
- Daniel Libeskind, Amerikaans architect
- Daniël Lippens, Nederlands radio-dj
- Daniël Lohues, Nederlands componist en zanger
- Daniel Niculae, Roemeens voetballer
- Daniel Ortega, Nicaraguaans politicus
- Daniel Pinkham, Amerikaans componist
- Daniel Radcliffe, Brits acteur, bekend als Harry Potter
- Daniël de Ridder, Nederlands profvoetballer
- Daniël Stellwagen, Nederlands schaakgrootmeester
- Daniel Xuereb, Frans voetballer en voetbaltrainer

Vrouwelijke
- Daniëlle van de Donk, Nederlands voetballer
- Daniela Hantuchová, Slowaaks tennisser
- Danielle Steel, Amerikaans schrijver